# Micrathyria iheringi
Micrathyria iheringi là loài chuồn chuồn trong họ Libellulidae. Loài này được Santos mô tả khoa học đầu tiên năm 1946.